# Monarchianisme
Le monarchianisme est une tendance théologique du christianisme ancien qui s'est répandue aux IIe et IIIe siècles à travers l'Empire romain plus particulièrement en Orient. Il représente  alors une réaction conservatrice défendant l'essence monarchique de Dieu, habituelle au IIe siècle, contre les nouvelles spéculations théologiques sur le Logos, notamment issues de Justin de Naplouse.
Les personnalités les plus représentatives de cette mouvance sont Paul de Samosate et Sabellius.

## Doctrine
Le monarchianisme est originaire d'Asie Mineure et, avant qu'apparaisse la théologie du Logos, représente dans un premier temps une réaction contre les courants gnostiques du christianisme vers le milieu du IIe siècle, notamment les valentiniens. Le monarchianisme est la conception divine d'une partie des chrétiens de cette époque : le logos éternel sortant de Dieu le Père révélé en Jésus-Christ et non une seconde personne divine préexistante.
Par la suite, dans le cadre du développement théologique du christianisme, et dans l'idée de maintenir l'unité divine — la monarchie —, le monarchianisme fait des trois Personnes divines différents modes ou aspects du Dieu unique plutôt que trois personnes distinctes. Selon ces conceptions de l'unité divine, les monarchianistes seront amenés à s'opposer à la doctrine orthodoxe de la Trinité au fur et à mesure de la formation de son dogme. 
Outre le modalisme — ou monarchianisme modaliste —, différents courants du christianisme relèvent de cette tendance comme le patripassianisme de Noët et Praxéas pour lesquels, par exemple, c'est le Père qui a souffert en Jésus ; ou encore l'adoptianisme — ou monarchianisme dynamique — de Paul de Samosate qui affirme que Jésus n'était qu'un homme qui avait été adopté par Dieu lors de son baptême.

### Source
- Pierre Thomas Camelot, article Monarchianisme, in Encyclopædia Universalis, éd. 2008